# Victor Besme
Victor Besme (Brussel, 5 februari 1834 – Sint-Gillis 7 februari 1904) was een Belgische bouwmeester, beëdigde landmeter en stedenbouwkundige.
Hij ontwikkelde in de negentiende eeuw een groot deel van de plannen voor de uitbreiding der stad Brussel buiten haar muren. Hetzelfde deed hij voor Oostende, Mariakerke en Verviers.

## Biografie

### Familie
Victor-Jean-Constant Besme was een zoon van Léopold Eloi Besme (1795-1858) en Virginie Lejeune (1797-1867).
Hij trad op 34-jarige leeftijd, in Luxemburg, in het huwelijk met Marie Catherine Mersch (1841-1910). Uit deze verbintenis werden vijf kinderen geboren: drie meisjes en twee jongens.

### Jeugd
Victors vader was een industrieel in de regio van Klabbeek. Hij stond aan het hoofd van een ijzergieterij die de voorloper was van de onderneming Forges de Clabecq.
Teneinde zijn bedrijf voor faling te behoeden, ging vader Léopold in 1828 een vereniging aan met Edouard Goffin et Nicolas Warocqué. Desondanks ging zijn kapitaal teloor en was hij genoodzaakt naar Brussel te verhuizen om er werk te zoeken voor het levensonderhoud van zijn gezin.
Dit voorval liet blijvende sporen na op de jonge Victor en bezorgde hem een echte obsessie voor studie en werk: in zijn ogen het enige middel om zich een waardig sociaal statuut te verzekeren.

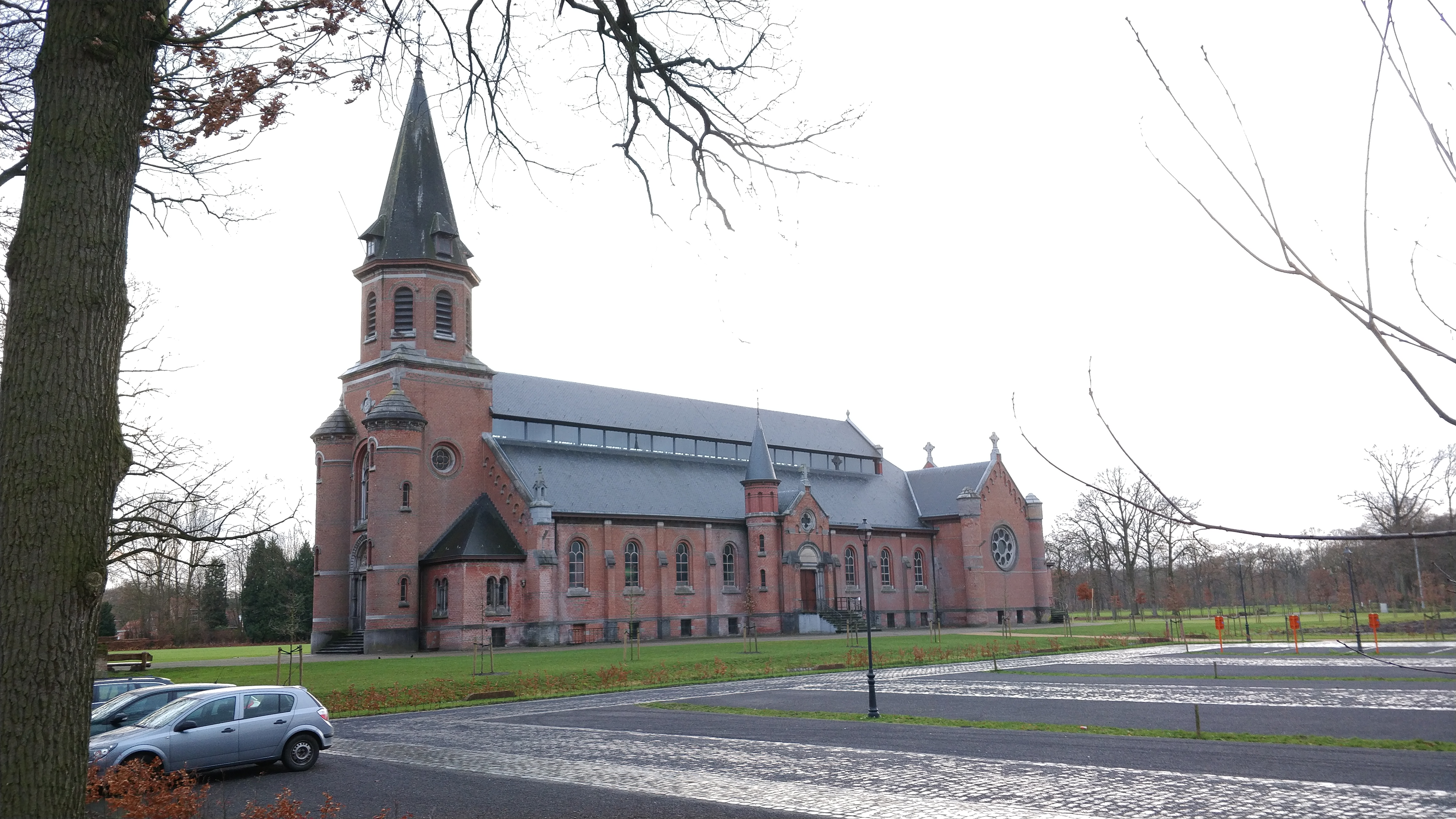
Kapel van Onze-Lieve-Vrouw Hemelvaart, Merksplas.

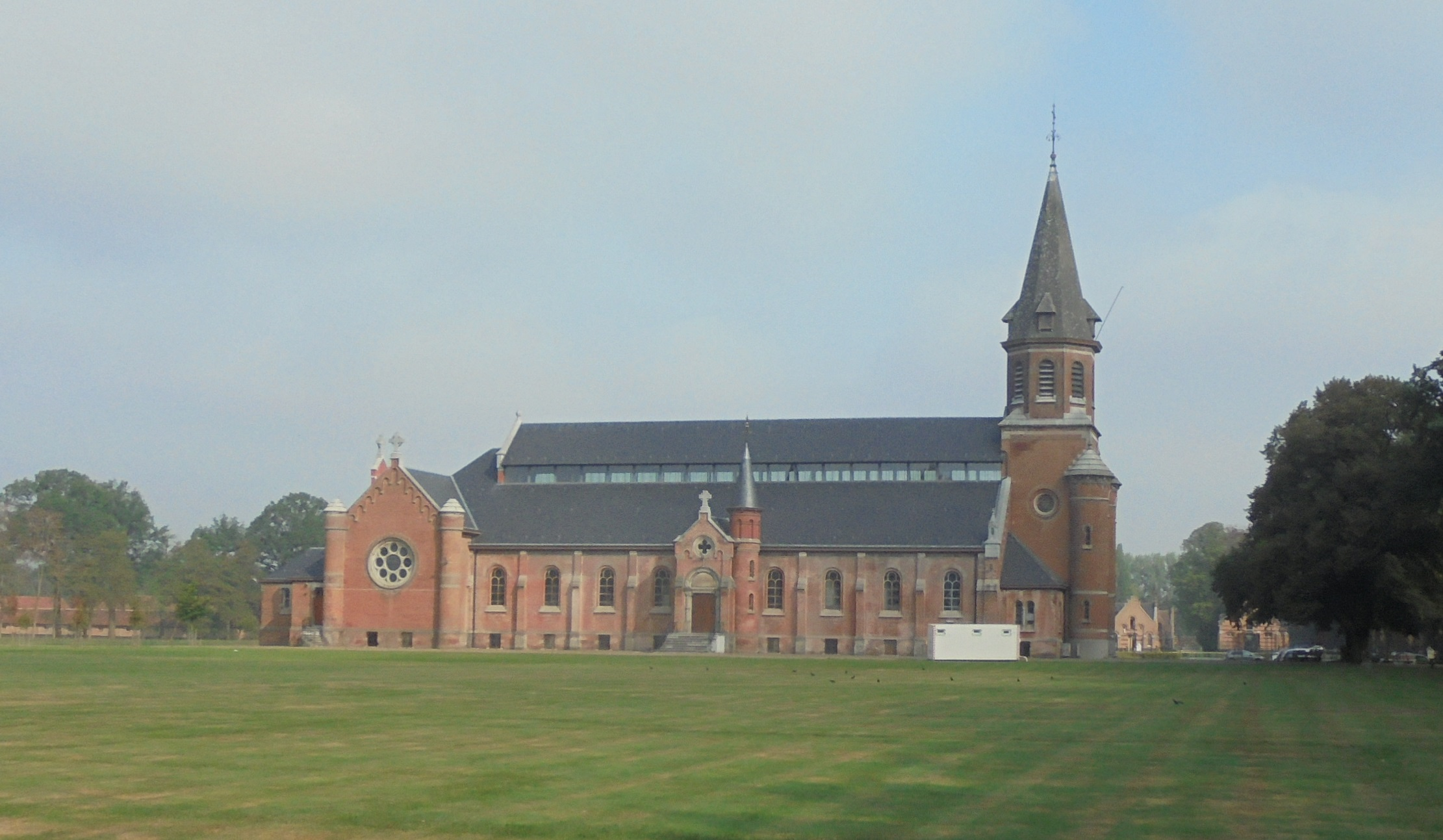
Kapel van Onze-Lieve-Vrouw Hemelvaart, Merksplas.

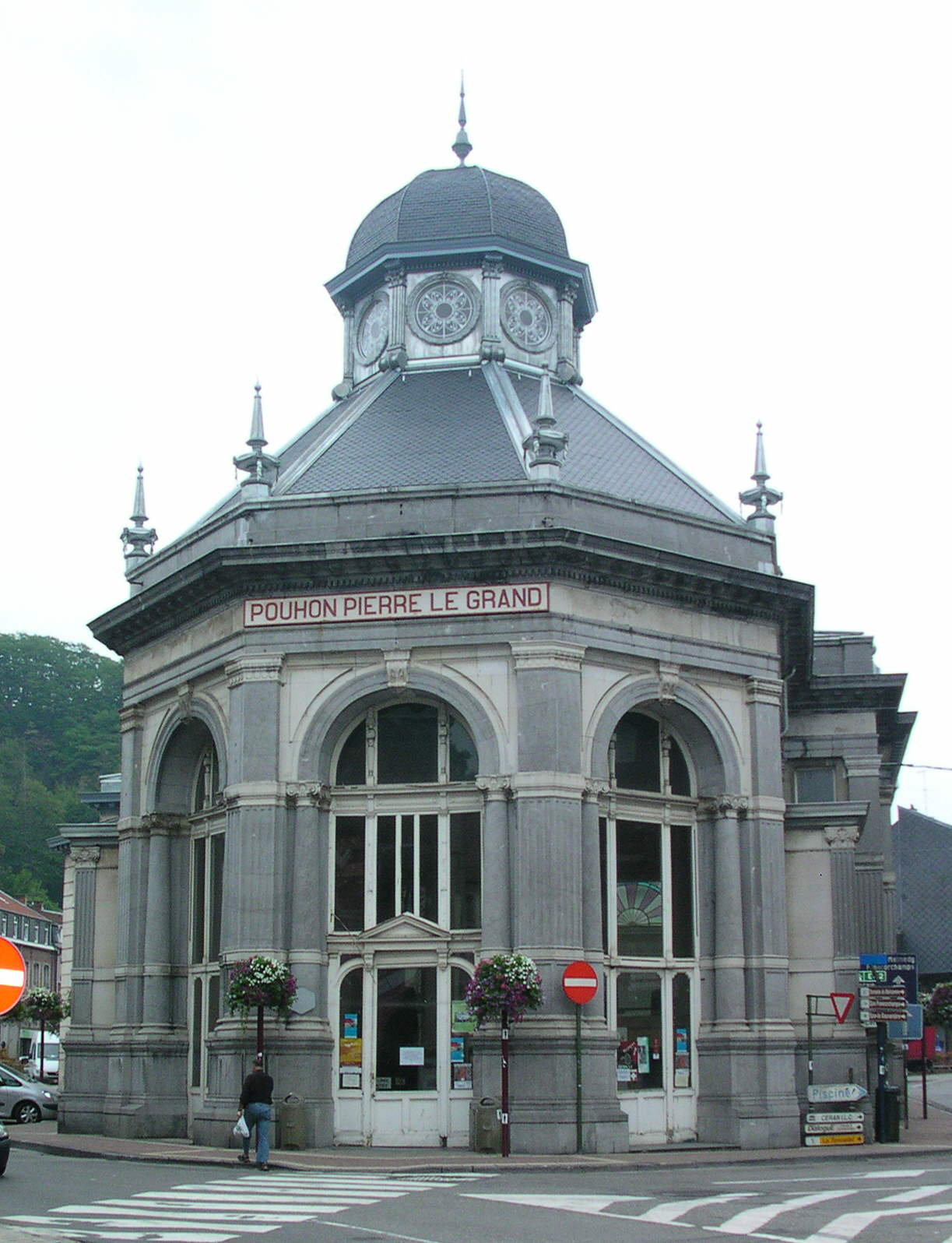
Gebouw van de Peter-de-Grotebron in Spa.

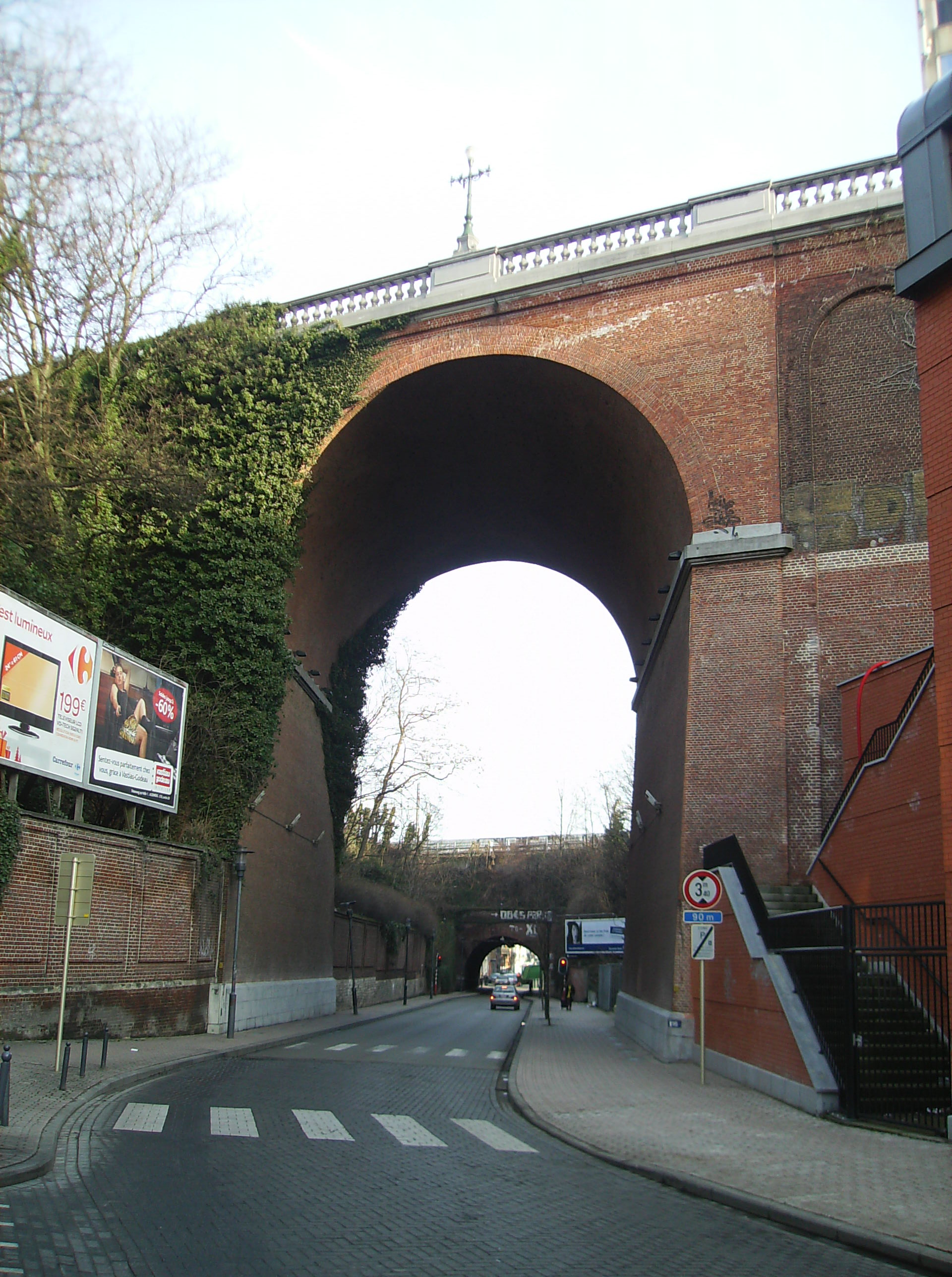
Gray-Kroonbrug in Elsene.

### Opleiding en loopbaan
Op achttienjarige leeftijd slaagde Victor in het examen van landmeter en op zijn twintigste solliciteerde hij om inspecteur der wegen (Frans: inspecteur-voyer) te worden. Dit ambt was ingesteld met als doel een coherente stadsontwikkeling te bewerkstelligen in Brussel en omgeving. Victor Besme verving vanaf 1858 Charles Versluys voor die functie en in 1859 werd hij benoemd.
In de 19e eeuw was de titel van architect niet beschermd. Doordat Victor Besme de bouwkunst beheerste, kon hij als bouwmeester fungeren en ontwierp hij een aantal gebouwen, onder meer de Sint-Gilliskerk in de gemeente Sint-Gillis. Tevens maakte hij plannen voor de ontwikkeling van nieuwe wijken, watervoorziening en openbaar vervoer.
Zo maakte Victor Besme destijds onder meer een ontwerp voor een bovengrondse Noord-Zuid-treinverbinding.

### Meesterwerk

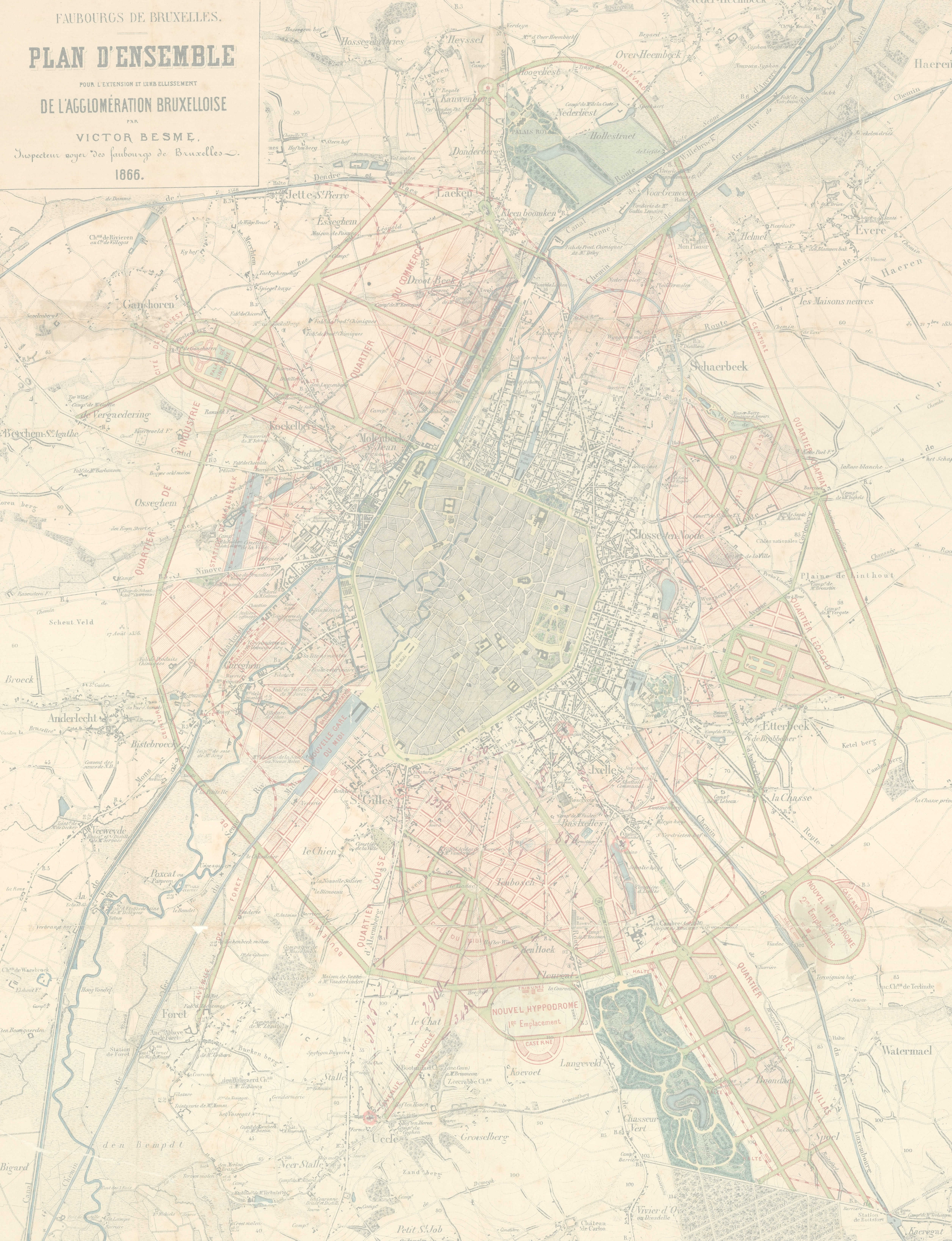
Plan d'ensemble pour l'extension et l'embellissement de la ville de Bruxelles, 1866

Besmes meesterwerk was het Algemeen Plan voor de uitbreiding en verfraaiing van de Brusselse agglomeratie, dat hij opstelde vanaf 1862 en in 1866 publiceerde onder de auspiciën van de minister van Binnenlandse zaken en Openbare Werken Charles Rogier. Door dit plan genoot hij de aandacht van koning Leopold II, wiens steun hij bekwam. Dit had tot gevolg dat verscheidene private en industriële vastgoedpromotoren zich tot hem wendden voor de verwezenlijking van hun werken.
Victor Besme heeft een belangrijke invloed gehad op de stadsontwikkeling van Brussel en haar randgemeenten. Verscheidene lanen en wijken binnen de grenzen van het Brussels Hoofdstedelijk Gewest werden gerealiseerd volgens dit urbanisatieplan. Een van zijn ideeën was het optrekken van een eindgebouw voor de Leopold II-laan in Sint-Jans-Molenbeek, op het plateau van Koekelberg. Op deze plek verrees weliswaar geen industriepaleis, zoals Besme eerst wilde, maar de wel de basiliek van Koekelberg.

## Functies
- Voorzitter van de S.A. Tramways Verviétois (Tramnet van Verviers). Verwezenlijking van de electrificatie van dit net.
- 1859-1904: Inspecteur der wegen te Brussel.

## Eerbetoon
- In Vorst werd de Besmelaan naar Victor Besme genoemd.
- In Verviers bestaat de Victor Besmestraat (Rue Victor Besme).

## Werken(Selectie)
- 1862: Sint-Gillis, Sint-Gillisvoorplein. Sint-Gilliskerk in eclectische stijl met neogotische en neoromaanse elementen, voltooid in 1878.
- 1864: Sint-Gillis, Sint-Gillisvoorplein 1. Omvangrijk pand in neoclassicistische stijl. Korte tijd na de constructie tweemaal vergroot door een andere architect. Dit gebouw had aanvankelijk de functie van gemeentehuis. Naderhand Vredegerecht en politiekantoor.
- 1864: Elsene, Graystraat. Gray-Kroonbrug opgetrokken in rode baksteen, voltooid in 1880: onderbrugging van de Kroonlaan.
- 1868: Verviers. College François Xavier van de paters Jezuïeten.
- 1869: Brussel, Sluismeester Coggestraat 12-14. École maternelle de l’Éclusier Cogge, voorheen: Lagere School nummer 28 voor jongens en nummer 29 voor meisjes. De originele gebouwen werden in de loop der jaren gewijzigd door andere architecten.
- 1874: Brussel, Louizalaan 123. Groot herenhuis in Italiaanse neorenaissancestijl.
- 1874: Sint-Gillis, Heldenplein 4 tot 6. Ulenspiegelschool, voorheen: School nummer 3 in neo-Vlaamse renaissancestijl. In de loop der jaren werden door andere architecten belangrijke verbouwingen gedaan.
- 1876: Charleroi. Heilig Hart-college van de paters Jezuïeten.
- 1880: Spa, Rue du Marché 1A. Gebouw van de Peter-de-Grotebron. Dit bouwwerk is opgetrokken als herinnering aan het bezoek van Peter de Grote, die de stad Spa opzocht voor een gezondheidskuur.
- 1881: Sint-Gillis, Schotlandstraat 16. Woning in eclectische stijl.
- 1889: Schaarbeek, Nationale Schietbaan. Kazernegebouw voor militairen.
- 1896: Hoogstraten. Mouterij van het Penitentiair Schoolcentrum.
- 1897: Merksplas (Kolonie): Onze-Lieve-Vrouwekapel van de Rijksweldadigheidskolonie voor landlopers. De kapel wordt thans niet meer gebruikt als bidplaats maar wel als polyvalente zaal. Vermoedelijk zal ze in de toekomst benut worden als gevangenismuseum.

- Gemeinsame Normdatei: 122206362X
- Nationale Bibliotheek van Tsjechië: jo2017964855
- Virtual International Authority File: 6721150749020116420000